# 발레리 로바노우스키
발레리 바실료비치 로바노우스키(우크라이나어: Валерій Васильович Лобановський, 러시아어: Валерий Васильевич Лобановский 발레리 바실리예비치 로바놉스키[*], 1939년 1월 6일 ~ 2002년 5월 13일)는 소련과 우크라이나의 전 축구 선수, 전 축구 감독이다. 역대 최고의 감독 중 하나로 여겨지는 그는 33회의 우승을 거뒀고, 이는 20세기에서 두 번째로 많은 기록이다.

## 경력
소련(현재의 우크라이나) 키이우 출신인 발레리 로바노우스키는 디나모 키예프의 감독을 20년에 가깝게 맡았고 소련 축구 국가대표팀과 우크라이나 축구 국가대표팀을 동시에 이끄는 등, 뛰어난 능력을 소유했던 우크라이나 역사상 최고의 축구 감독이다. 또한 로바노우스키는 과학적인 훈련과 규율을 엄수하는 일로 유명했다.
소련 시절에는 디나모 키예프에서 1970년대의 올레흐 블로힌, 1980년대의 이고리 벨라노프를 주축으로 유럽 축구 연맹 주최 대회에서 타이틀을 거머쥐었다. 소련 축구 국가대표팀 감독으로선 대부분 디나모 키예프 출신 선수로 굳힌 소련 대표팀을 1988년 유럽축구선수권대회에서 준우승으로 이끌었지만, 1990년대 후반에 불어닥친 페레스트로이카와 동구권 붕괴로 인한 선수들의 분산으로 전과 같은 강화책을 쓸 수 없게 되었다.
1990년대 후반, 디나모 키예프의 감독으로 복귀하면서 안드리 셰우첸코와 같은 젊은 선수들을 기용, UEFA 챔피언스리그 1997-98에서 8강, UEFA 챔피언스리그 1998-99에서 4강에 올려놓으며 새로운 황금기를 맞았다. 후에는 우크라이나 축구 국가대표팀 감독을 맡아 팀을 플레이오프까지 진출시켰지만, 플레이오프에서 독일 축구 국가대표팀에게 패해 2002년 FIFA 월드컵 진출은 수포로 돌아갔다.
2002년 5월 7일 자포리자에서 열린 메탈루르흐 자포리자와의 경기 후에 쓰러졌고, 같은 해 5월 13일 별세하였다.

## 사후
로바노우스키의 죽음을 애도해 FC 디나모 키예프의 홈 경기장 이름이 발레리 로바노우스키 디나모 경기장으로 바뀌었고 2003년에는 AC 밀란 소속으로 UEFA 챔피언스리그에서 우수한 활약을 펼친 안드리 셰우첸코가 우승 메달을 그의 묘전에 바쳤다고 한다.

## 수상

#### 선수
- 소비에트 연방 1부 리그 : 1961
- 소비에트 컵 : 1964

#### 감독
- 소비에트 연방 1부 리그 : 1974, 1975, 1977, 1980, 1981, 1985, 1986, 1990
- 소비에트 컵 : 1974, 1978, 1982, 1985, 1987, 1990
- 소비에트 슈퍼컵 : 1980, 1985, 1986
- 우크라이나 리그 : 1997, 1998, 1999, 2000, 2001
- 우크라이나 컵 : 1998, 1999, 2000
- 유로피언컵 위너스컵 : 1975, 1986
- 유로피언 슈퍼컵 : 1975
- CIS컵 : 1997, 1998, 2002
- UEFA 유로 준우승 : 1988
- 하계 올림픽 동메달 : 1976
- AFC 아시안컵 4위 : 1992
- 아시안 게임 동메달 : 1994
- 걸프 컵 : 1996

#### 선정
- 우크라이나 올해의 선수 : 1962, 1963, 1964
- 우크라이나 올해의 감독 : 1996–97, 1997–98, 1998–99, 1999–00, 2001–02
- 유럽 올해의 감독 : 1986, 1988, 1999
- 중동부 유럽 올해의 감독 : 1975, 1985, 1986, 1987, 1988, 1997, 1999
- 세계 스포츠 올해의 감독 : 1975
- DPA 동유럽 역대 최고의 감독 : 1999
- 베를린 브리츠 1980년대 최고의 감독
- 프랑스풋볼 역대 최고의 감독 6위 : 2019
- 월드사커 역대 최고의 감독 6위 : 2013
- ESPN 역대 최고의 감독 8위 : 2013

#### 서훈
- 우크라이나 국가 훈장 1등급 : 2002
- 우크라이나 국가 훈장 2등급 : 1998
- 우크라이나 국가 훈장 3등급 : 1998
- 소비에트 연방 국가훈장 명예장 : 1971
- 소비에트 연방 국가훈장 노동장 : 1987
- 키예프 1500주년 기념 훈장 : 1982
- FIFA 공로상 : 2012
- UEFA 공로상 : 2002
- 유로마이단 명예 회원 : 2014